# 迷喙翼龙属
迷喙翼龙（学名：Apatorhamphus）是神龙翼龙超科翼龙已灭绝的一个属，来自摩洛哥卡玛卡玛群，可能属于朝阳翼龙科。本属仅所知于少量吻部碎片，翼展可能介于3—7（9.8—23.0英尺）之间。

## 发现与命名
英国古生物学家大卫·马提尔2016年造访拉希迪耶哈希埃尔贝加（Hassi el Begaa）附近阿费杜恩查夫特（Aferdou N'Chaft）高原的塔菲拉特（Tafilalt）磷矿时从矿工手中买下一块翼龙颌骨碎片（标本FSAC-KK 5010）。工人在采石场边缘一处薄薄的含化石岩层上挖了一条隧道，发现的化石在那里出售。这些化石属于卡玛卡玛群伊费祖安组，年代为阿尔布阶至森诺曼阶。
2020年，詹姆斯·麦克菲（James McPhee）、尼扎尔·易卜拉欣（Nizar Ibrahim）、亚历克斯·考（Alex Kao）、大卫·安文（David M. Unwin）、罗伊·史密斯（Roy Smith）和大卫·马提尔（David M. Martill）命名并描述了新属新种圆顶迷喙翼龙（Apatorhamphus gyrostega）。麦克菲等人亦将各早期发现归入新物种。其中包括摩洛哥贝加发现的标本FSAC-KK 5011、FSAC-KK 5012和FSAC-KK 5013；同样来自摩洛哥但产地未知的标本FSAC-KK 5014；1993年发现、1999年报道称可能属于无齿翼龙超科并于2010年归入不死鸟翼龙的一块吻部BSP 1993 IX 338；及2011年鉴定为疑似准噶尔翼龙超科成员的下颌骨CMN 50859。
属名取自古希腊语apatos（骗人的）及ramphos（吻部），指在确定颌骨分类特征及其究竟是上颚还是下颚时遇到的困难。种名组合希腊语gyros（圆形的）及stegè（顶部），指口鼻顶部的圆形横截面。

## 分类
迷喙翼龙正模标本由缺少喙尖、在鼻眶前孔正前方折断的破碎吻部组成。前部断口尖锐平整，表明喙尖是在收集过程中遗失的；后部断口萎缩，很可能是在埋藏前造成的。由于材料零散，未能保存鼻眶前孔等关键特征，故很难确认正模标本代表下颌骨还是上颌骨碎片。然而，麦克菲等人根据吻部外侧角相对较大，而大部分翼龙分类单元上颌角度大于下颌，判断该化石最有可能是上颌骨的一部分。但古神翼龙科、无齿翼龙科及神龙翼龙科的包科尼翼龙属于例外。然而迷喙翼龙材料存在大量与上述物种不同的形态特征。

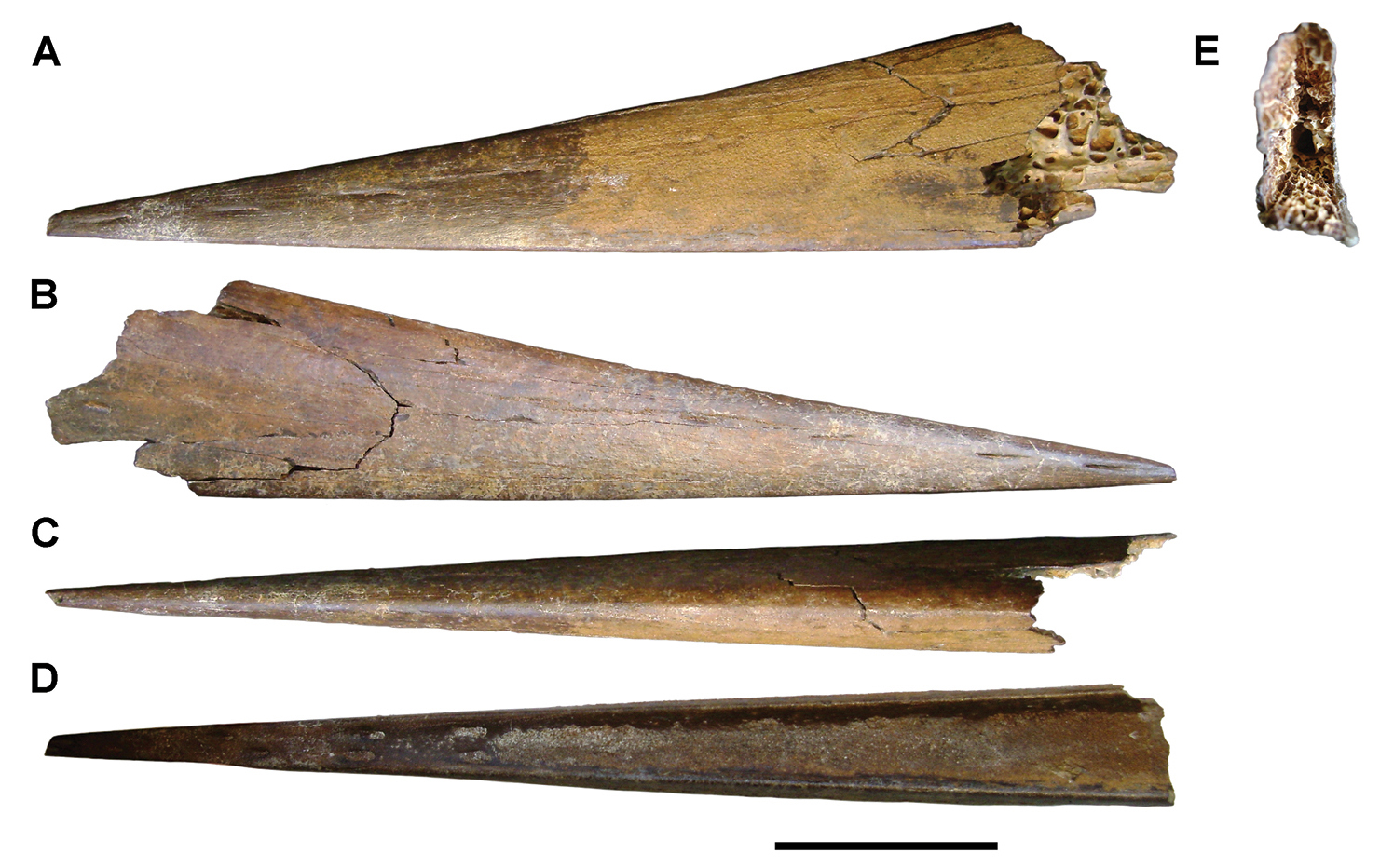
吻部碎片BSP 1993 IX 338

吻部碎片除去遗失尖部全长211厘米。颌骨无齿，背面略凹、腹缘笔直。每侧表面均有单排孔洞，这些孔在左右两侧之间交替成对排列，但这种排列可能被更靠后的孔所打破。这些孔大而细长，尺寸从前往后递增。喙部横截面在靠近喙尖区域呈椭圆形，朝背侧方向逐渐变细，拥有较大的腹侧凹陷。喙部越靠近颅骨末端的部位，横截面越接近“泪滴”形，侧缘明显凸起，咬合面沟更深。整件标本都有较厚的骨壁。
归入标本FSAC-KK 5013吻角更小，仅有6°（与正模标本的14°角相比），拥有更直的背缘。鉴于该化石在横截面、咬合面沟及单排孔洞等方面均与正模相似，故被视为下颌骨碎片。该结论由标本咬合面与正模几乎完全互补所支持。
由于化石零散，故很难确定迷喙翼龙的精确分类，但仍可得出其在翼龙目内的大致位置。喙部材料无齿，所以要么属于神龙翼龙超科，要么属于无齿翼龙类。其化石与无齿翼龙类的区别在于骨壁较厚、喙尖锐、吻部较浅且侧表面有孔。准噶尔翼龙科至少部分无齿，但喙部无齿区域仅限于前端且相对较小。一个可能的例外是媪妪翼龙，但该分类单元在准噶尔翼龙科内的位置一直备受质疑，且其刃状咬合面与迷喙翼龙有很大不同。迷喙翼龙缺乏古神翼龙科或掠海翼龙科的共有衍征，因此可排除属于这两个类群。
迷喙翼龙与神龙翼龙科及朝阳翼龙科最为相像。迷喙翼龙侧貌与朝阳翼龙科各属均类似。两者还共有笔直的咬合面边缘及轻微弯曲的背缘。根据迷喙翼龙与朝阳翼龙和吉大翼龙的相似性，麦克菲等人暂时将其归入朝阳翼龙科。

## 古生态学
迷喙翼龙是白垩纪北非种类繁多的翼龙类群的一部分，栖息于一片包括池塘、湖泊、沼泽及河岸、可提供各种生态位的区域。在白垩纪期间，这片区域是神龙翼龙科的不死鸟翼龙、古神翼龙科的非洲古神翼龙、多种古魔翼龙科及旱捕翼龙、其它疑似的朝阳翼龙科、及长喙神龙翼龙超科细嘴翼龙的家园。然而目前尚不清楚迷喙翼龙在该生态系统中居于何种生态位。史密斯等人提出，迷喙翼龙可能是个多面手或习性类似不死鸟翼龙的食鱼者。他们进一步提出大型成年和幼年标本可能填充了不同生态位。